# Alcalá de la Vega
Alcalá de la Vega es un municipio y localidad española de la provincia de Cuenca, en la comunidad autónoma de Castilla-La Mancha. El término municipal, ubicado en la comarca de la Serranía Baja, tiene una población de 70 habitantes (INE 2024) e incluye la pedanía de El Cubillo.

## Geografía
Se encuentra localizado a 80 km de la capital de la provincia, Cuenca. La extensión territorial del término municipal es de 6925 ha. Cuenta con una pedanía, El Cubillo, a 4 km del núcleo de Alcalá de la Vega.
El río Cabriel atraviesa de norte a sur el término municipal de esta localidad, dividiendo en dos partes su gran vega. Una hoz espectacular de gran belleza forma el río desde el final de la vega hasta el término de Campillos-Paravientos. En uno de los meandros que forma se asientan los restos de una antigua fortaleza árabe, que podría identificarse con Serreilla, y la ermita de Ntra. Sra. de Alcalá, su primera parroquia. La vista aérea nos enseña los restos de primitivas edificaciones dibujadas en el suelo a la espera de un estudio arqueológico.

## Historia
En sus alrededores se pueden encontrar restos ibéricos, romanos, visigodos y árabes.
Sobre el río aparecen ruinas de un primitivo asentamiento cristiano visigodo y restos de la fortaleza árabe Al-Qala o Quelasa, que podría identificarse con el castillo de Serreilla, conquistado por Pedro II de Aragón en 1210 y que Rodrigo Giménez de Rada exigió su adjudicación a la iglesia de Albarracín en 1211.
Los orígenes del enclave se pierden en la lejanía del tiempo. Existen vestigios ibéricos, romanos, visigodos y árabes: El Castellar, Tesoro Lucas, Corral Redondo, Los Castillejos, Dehesa Vieja, La Talayuela, etc. Unas seculares ruinas pregonan una antigüedad todavía sin establecer, restos de calzadas romanas hace pensar en la XXXI Vía Romana o Camino de Antonino, que seguía desde Iniesta el cauce del río Cabriel; tumbas y estelas funerarias visigodas aseguran un asentamiento entre los siglos IV y VIII.
Su castillo, considerado el primero en el tiempo en la provincia de Cuenca, forma con los castillos de Alarcón, Uclés, Huete, Cuenca y Huélamo el conjunto árabe más antiguo de la provincia.
Según al-Idrisi “a tres jornadas hacia Oriente de Cuenca, a tres jornadas de Albarracín y a tres jornadas de Alpuente” los árabes construyeron el castillo de al-Qala que fue el primero de la Kura de Santaberia al mando de al-Samh ben Zenum en un primitivo asentamiento cristiano visigodo. Las ruinas que se asoman a la superficie, y las del castillo, con su torreón, su patio de armas, sus murallas, sus aljibes y cortados en la rocas hacen adivinar su importancia.
El Dikr dice: “Este castillo es un gran castillo inaccesible que conserva trazas de su pasado, una de las cuales es un pozo situado en la parte alta del lugar al que se accede por dos escaleras una para bajar y otra para subir…., las puertas del castillo están horadadas en la roca.”
Fue en este castillo de Quelasa, Aqabat al-Hawwarin o de al-Qala, donde se entrevistaron en el verano de 872 el Emir Mamad I y Salayman ben Zenum, más tarde nombrado gobernador de la cora de Santaveria.
Muy importantes eran las maderas de este castillo: …. ” En este último lugar fortificado y construido al otro lado de las montañas crecen innumerables pinos. Se cortan los árboles y se les hace descender por las aguas hasta Denia y Valencia. Estas maderas van por el río de Quelaza hasta Alcira y desde allí al fuerte de Cullera desde donde descienden al mar y se embarcan hasta Denia donde son empleadas en la construcción de navíos y si son gruesos se embarcan hasta Valencia donde sirven para la edificación”.
El árabe Abid Mizal en su traducción del Idrisi dice que el castillo de al-S.ral.h se encuentra a 13 millas del castillo del Reino Taifa de Alpuente, Ademuz a 10 millas, Castielfabib a 12 millas y Albarracín a 18 millas. La realidad geográfica nos dice que de Alpuente a al-Qala (Sereilla) hay 65 km., con lo que no podríamos identificar al-S.ral.h con Serreilla.
La desconcertante realidad es para identificar Serreilla con ”al-S-ral.h” habría que dar a la milla el valor de 5 Kilómetros. En consecuencia "al-S.ral.h" no tiene nada que ver con la Serreilla de Daroca, ni con la de Pedro II o con la de don Rodrigo.
Es posible que Al-Idrisi determinase con el término al-S.ral.h a Sierra (Santa Cruz). Aunque hay que añadir que ninguna de las distancias que atribuye Al-Idrisi entre los castillos de esta ruta se ajusta a la realidad geográfica; por lo que sus datos no han de considerarse como concluyentes.
Partiendo de los escritos árabes queda patente la existencia localizada del castillo de Al-qala y atendiendo a los textos cristianos aparece la existencia del castillo ilocalizable de Serreilla. Especulando con las circunstancias geográficas del castillo de Al-qala (pese a las desconcertantes distancias que atribuye Al-Idrisi), los límites de los Fueros de Daroca y de Molina, el archivo municipal de Alcalá de la Vega y las Relaciones de Tomás López de la Biblioteca Nacional se puede identificar el castillo de al-kala con el de Serreilla, que sería nombre con el que se denominaba al antiquísimo poblado que existía antes de la llegada de los árabes, actualmente lugar muy desconocido pero de importantes hallazgos arqueológicos y conocidos expolios, donde perduran unas ruinas a los pies de la derrocada fortaleza árabe, cuyos muros se levantaron con los despojos de primitivas edificaciones. 
Muy cerca de los castillos de El Cuervo, Castellfabid y de Ademuz se encuentra el castillo de al-Qala con los que guarda innegables coincidencias y similitudes; a igual distancia al noroeste el castillo de Huélamo y al sureste el castillo de Santa Cruz y el de Mira, formado frontera con Aragón y Valencia.
Zurita dice: “Pedro II de Aragón recibe un préstamo de Sancho el Fuerte de Navarra y con la ayuda de los templarios, en 1210, conquistó los castillos de El Cuervo, Castellfabil, Ademuz y Serreilla hasta ser servido el Gran Maestre del Temple, don Pedro de Monteagudo“.
Alfonso VIII no participó en la conquista porque, tras la conquista de Cuenca (1177) y la de Alarcón (1184), había firmado pactos con los moros dando por finalizada su campaña en las riberas del Cabriel, donde empezaba una "tierra de nadie" hasta el río Turia y que debía ser respetada -mediando acuerdos- tanto por el Rey moro valenciano como por el Rey de Castilla. Alfonso VIII, tal vez, quisiera respetar los pactos con los moros, pero dejaría en manos del Rey de Aragón la iniciativa, tras asegurarse la fidelidad de estos castillos que serían conquistados por Pedro II.
Pedro II de Aragón con la ayuda de los Templarios conquista los castillos de El Cuervo, Castielfabib, Ademuz y Serreilla en septiembre de 1210. Alfonso VIII, pocos meses después, puebla Moya e irrita al Rey Moro valenciano, que consideraba que el Rey castellano había roto unos pactos. 
Grande debió ser la satisfacción por esta conquista cuando un mes más tarde (20 de octubre de 1210) Pedro II confirma, renueva y define a estos castillos en recompensa a la ayuda prestada los privilegios “concedidos por su abuelo Raimundo y su padre Ildefonso, de feliz memoria” a los términos incluidos en el Fuero de Daroca y entrega a la Orden del Temple “…la mitad que tenía en Ascó a cambio de reservarse la quinta parte que los Templarios tenían en Castiel, Ademuz y Serreilla con la reserva de 200 morabetinos de impuestos…”
Seis meses más tarde, Pedro II, a instancias de Don Rodrigo Jiménez de Rada, entrega a la iglesia de Santa María de Albarracín, sufragánea de Toledo, “las iglesias de Serrella, y de El Cuervo y de Pina Jahya (Castielfabib) con sus mezquitas, diezmos y primicias y oblaciones para que sean ocupadas y tenidas y perpetuamente poseídas…” .
Vueltos a caer de nuevo estos castillos en poder sarraceno, don Rodrigo Giménez de Rada, en 1219, saliendo de Albarracín y dando de lado a los castillos del Rincón de Ademuz, conquista de nuevo Serreilla, y después Santa Cruz y Mira pero fracasando en su pretensión de conquistar Requena y entregando su jurisdicción religiosa a la iglesia de Albarracín. 
Esta entrega fue el origen del conflicto entre el Arzobispo de Toledo y el obispo de Cuenca, don García, y del largo enfrentamiento entre ambos al querer establecer en 1220 en el Juicio de Burgos los límites eclesiásticos entre Cuenca y Albarracín y los derechos diocesanos de Moya que don Rodrigo reclamaba desde 1211. El litigio no se solucionaría hasta 1231, muerto don Lope, con la mediación del obispo de Tarazona, don García Fortín, nombrado árbitro y juez para el caso por el Papa Gregorio IX. 
Apoyados en los límites comunes de las Cartas de Daroca y en los del Fuero de Molina, identificamos su lenguaje ante las expresiones “Ademuz-Serreilla” de las Cartas de Daroca y “Ademuz-Cabriel” del Fuero de Molina (en su transcripción de finales de 1300 que se conserva en Molia). Y se podría decir que los límites de Molina posicionan a la Serreilla de Daroca en el Cabriel.
Los reyes de Aragón, apoyados en la opinión de Alfonso I de que “desde Daroca a Valencia eran lugares inaccesibles, sin cultivo e inhabitados”, para preparar su reconquista “dábanles fueros para que sean libres, ingenuos cristianos, judíos y sarracenos”. Tal es el caso de las cartas de Daroca que otorgan unos bienes o poderes a los templarios y los diezmos de las tierras de los términos de unos castillos, todavía irredentos, a sus iglesias para ir preparando su conquista.
Los Templarios, grandes artífices en las nuevas cartas de población pretendieron igualar los nuevos estatus con los que disfrutaban las tierras de realengo, aplicando la doctrina de Daroca.
Estos fueros son confirmados a estos castillos por Pedro II y sólo son explicables en el marco de una sociedad de frontera que pretende ser articulada a partir de unos instrumentos jurídicos muy concretos otorgándoles grandes poderes y monopolios, incluidos los dos básicos de la época, molino y horno, a los Concejos de las nuevas villas.
Ello le proporcionaría al Común grandes posesiones a la supresión de los Templarios (Arch. Municipal y Archivo de Simancas, censo del marqués de la Ensenada 1752) y a su iglesia la propiedad de 1/10 de todas las tierras del lugar(llamados popularmente Bienes del Mayorazgo) hasta la desamortización (Biblioteca Nacional Cód. 7298, fol. 69, 70 71, 72); sufriendo por esta razón atropellos y expolios por parte de los Marqueses de Moya y Cañete, quienes trataron de eliminar los testimonios de esas concesiones reales ordenando quemar sus archivos y libros antiguos por dos veces: una, por las tropas de Carlos I en 1540, y otra por las de Carlos III en 1760. 
Estos demostrables fueros de Alcalá de la Vega, únicos en la provincia de Cuenca y semejantes a los de Castielfabib y Ademuz y otros lugares de Aragón, sólo son explicables, tienen sentido y razón ligados a la herencia recibida de la antigua Serreilla, que comprendían “una Heredad Coronada Común y una Heredad de Santa María" (Arch. diocesano, L. 1320,b) que comprendía los diezmos de todas las tierras o diezmos laicales, "llamados popularmente bienes del Mayorazgo por haber heredados de nuestros mayores", cuya titular era Nuestra Señora de Alcalá, “origen de nuestra parroquial, sita en la soledad del monte, a los pies del derrocado castillo árabe”.
La desamortización o el proceso de incautación de los bienes inalienables de la Iglesia, se realizó en dos etapas:
—La primera afectó a los bienes del clero secular (órdenes religiosas). En nuestra zona únicamente al convento Trinitario de Santa María de Tejeda en Carabaya. Vendidos en subasta por decreto de 19 de febrero de 1836, emitido por el ministro Mendizábal en virtud del poder que en él habían delegado las Cortes. Esta etapa duró 5 años.
—La segunda empezó en 1841, siendo regente el general Espartero, por decreto ley del 2 de septiembre de 1841, con la inclusión dentro de los "bienes nacionales" sujetos a expropiación todos los pertenecientes al clero secular, o bienes parroquiales.
Entran en juego en esta segunda etapa y adquieren los numerosos bienes que R. Berenguer entregara en 1158 a la primitiva parroquial, la actual ermita Ntra. Sra. de Alcalá, a los pies del “derrocado castillo moro”: 
—Celedonio Montero, vecino de Alcalá de la Vega, adquirió 15 ha
—Antonio Zafrilla, vecino de Algarra, 25 ha
—Aquilino Jiménez Sáiz, vecino de Algarra, 63 ha
—Juan Bautista y Tomás Sáiz Zafrilla, vecinos de Tejadillos, 23 has.
—Mariano y Ramón Ferriz, vecinos de Cañete, 43 ha
—Los Albertos o Meregildos de El Cubillo, 40 ha
Este hecho rompió traumáticamente la fisonomía social y económica del pueblo. La igualdad económica entre todos los vecinos se rompió y aparecieron “los que más tenían” fenómeno por el que, más o menos conscientemente, pretendieron dominar.
La clara relación de los apellidos Zafrilla, Jiménez y Saiz hacen pensar en una misma alcurnia o cepa familiar organizada y comunitariamente orquestada.
A la requisitoria enviada por la Administración Principal de Bienes Nacionales de la provincia de Cuenca a don Vicente Olivares y a Salvador de Mariana y Velázquez pidiendo la relación de las tierras, propiedad de la iglesia de Alcalá de la Vega y de El Cubillo, sólo pudieron responder con la relación del Apeo de las tierras de la iglesia de El Cubillo; no de las tierras de la iglesia de Alcalá por hallarse desaparecidos los libros.
A mediados del siglo XIX, el lugar tenía contabilizada una población de 417 habitantes. Aparece descrito en el primer volumen del Diccionario geográfico-estadístico-histórico de España y sus posesiones de Ultramar de Pascual Madoz de la siguiente manera:

ALCALA DE LA VEGA: l. con ayunt. en la prov., adm. de rent. y dióc. de Cuenca (9 1/2 leg.), part. jud. de Cañete (2 1/2), aud. terr. de Albacete (21), c. g. de Castilla la Nueva (Madrid 30 leg.): esta sit. en una deliciosa vega á las márg. del r. Cabriel que atraviesa su térm., combatido por los vientos del N., que causa perjuicios de consideracion en los sembrados, y rodeado de montañas: el clima es sano, pero se padece la enfermedad endémica llamada humor salado, á consecuencia del agua de la fuente inmediata al pueblo. Tiene 102 casas, inclusa la consistorial, cárcel, pósito, escuela de instruccion primaria, sostenida por los alumnos, dos ermitas, y la igl. parr. (la Asuncion de Ntra. Sra.), de segundo asceuso con las felig. de los anejos Algarra, Garcimolina, el Cubillo y Campillos de Paravientos; aquella está servida por el párroco, un beneficiado, y el sacristan, y los cuatro anejos por igual número de capellanes ó tenientes, de residencia fija en ellos, y por otro sacristan cada uno. El térm. confina al N. con el de Salvacañete, E. con el del Cubillo, S. con Campillo de Paraviento y O. con el de Cañete; tiene montes del comun de vec. y comprende 4,000 fan. de tierra, de las que se cultivan 3,000, fertilizadas en parte por el Cabriel que corre de N. á S., cria abundantes y ricas truchas, y sirve para el surtido del vecindario. Los caminos son solo de pueblo á pueblo. Prod.: geja, centeno, cebada, pocas legumbres y bastantes patatas: Pobl.: 105 vec.: 417 hab. dedicados á la agricultura. Cap. prod.: 1.059,280 rs.; imp. 52,964 rs.: importe de los consumos 3.108 rs., 27 mrs.: contr. 9,711 rs. El presupuesto municipal asciende á 2,700 rs. y se cubre con el producto de un molino harinero, y de una dehesa en labor. En lo ant. ha sido este pueblo de señ.
(Madoz, 1845, pp. 372-373)

## Demografía
Alcalá de la Vega cuenta con una población de 70 habitantes (INE 2024).
| Gráfica de evolución demográfica de Alcalá de la Vega entre 1842 y 2021 |
| |
| Población de derecho según los censos de población del INE Población de hecho según los censos de población del INEEntre el censo de 1981 y el anterior, crece el término del municipio porque incorpora a El Cubillo |

## Patrimonio

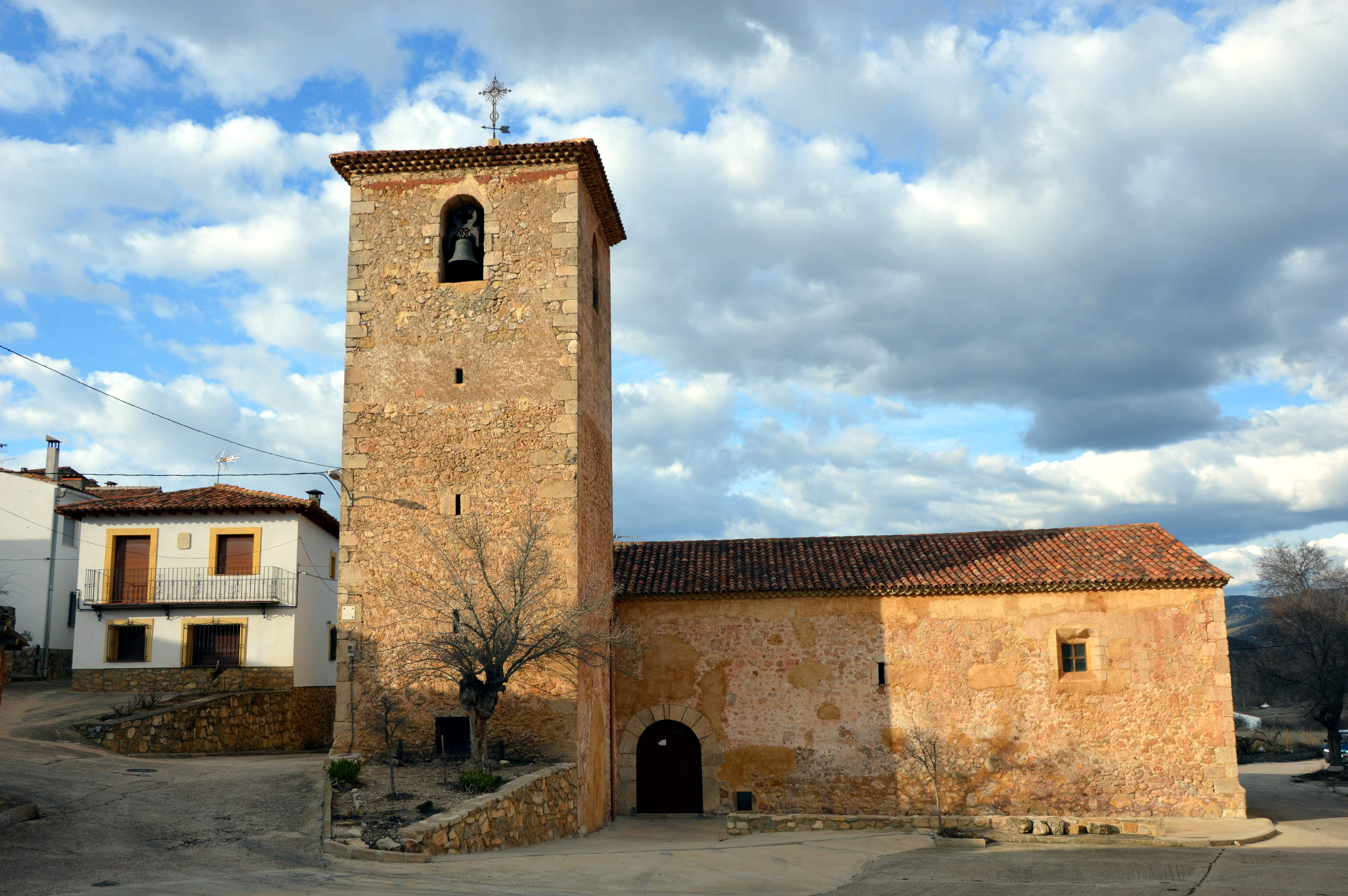
Vista frontal (meridional) de la iglesia parroquial de Ntra. Sra. de la Asunción

- Iglesia parroquial de Nuestra Señora de la Asunción. Notable edificio en el que destaca su imponente torre cuadrangular, basada en muros de mampostería y sólidos sillares en las esquinas. Durante la Revolución Española de 1936, el templo sufrió la destrucción de los altares y la quema de sus imágenes, como la ermita.[5]
- Ermita de Nuestra Señora del Remedio. Singular edificio situado fuera de la población, a los pies del antiguo castillo, destaca su cúpula octogonal.
- Fortaleza de Alcalá. Ubicada sobre una plataforma, en la parte más elevada que forma un meandro del río Cabriel. Conserva los restos de un torreón, vestigio de uno de los castillos más antiguos de la provincia.

## Administración
| Periodo   | Nombre                  | Partido |
| --------- | ----------------------- | ------- |
| 1979-1983 | Agustín Barrera         |         |
| 1983-1987 | Miguel A. Morata        | PSOE    |
| 1987-1991 | Cipriano Sánchez        | PP      |
| 1991-1995 | Rufo Montero            | PSOE    |
| 1995-1999 | Rufo Montero            | PSOE    |
| 1999-2003 | Rufo Montero            | PSOE    |
| 2003-2007 | Rufo Montero            | PSOE    |
| 2007-2011 | Rufo Montero            | PSOE    |
| 2011-2015 | Rufo Montero            | PSOE    |
| 2019-2023 | Ernesto Sánchez Sánchez | PSOE    |

## Economía
Su término municipal destaca por su gran riqueza micólogica, atrayendo a visitantes durante la época de recogida.

## Personas notables
- Niceto Hinarejos Ruiz (Alcalá de la Vega, 1933), latinista y paleógrafo hijo de la localidad, autor de varios libros sobre la historia, costumbres y tradiciones de la zona.[6]
- Florencio Martínez Ruiz (Alcalá de la Vega, 1930, Madrid 2013), periodista, poeta y escritor.[7]

## Galería

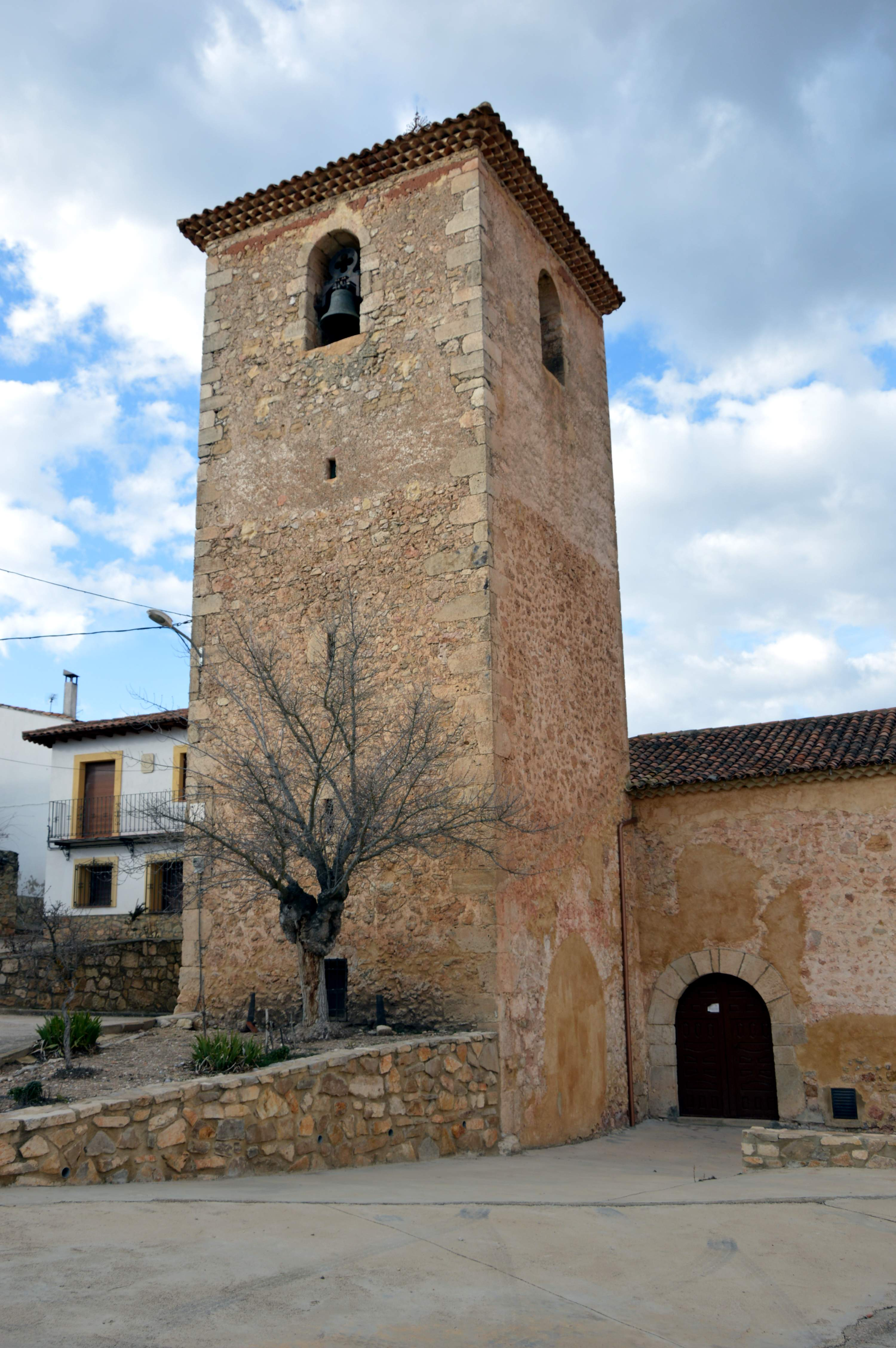
Detalle de la torre-campanario de la  iglesia parroquial de Ntra. Sra. de la Asunción
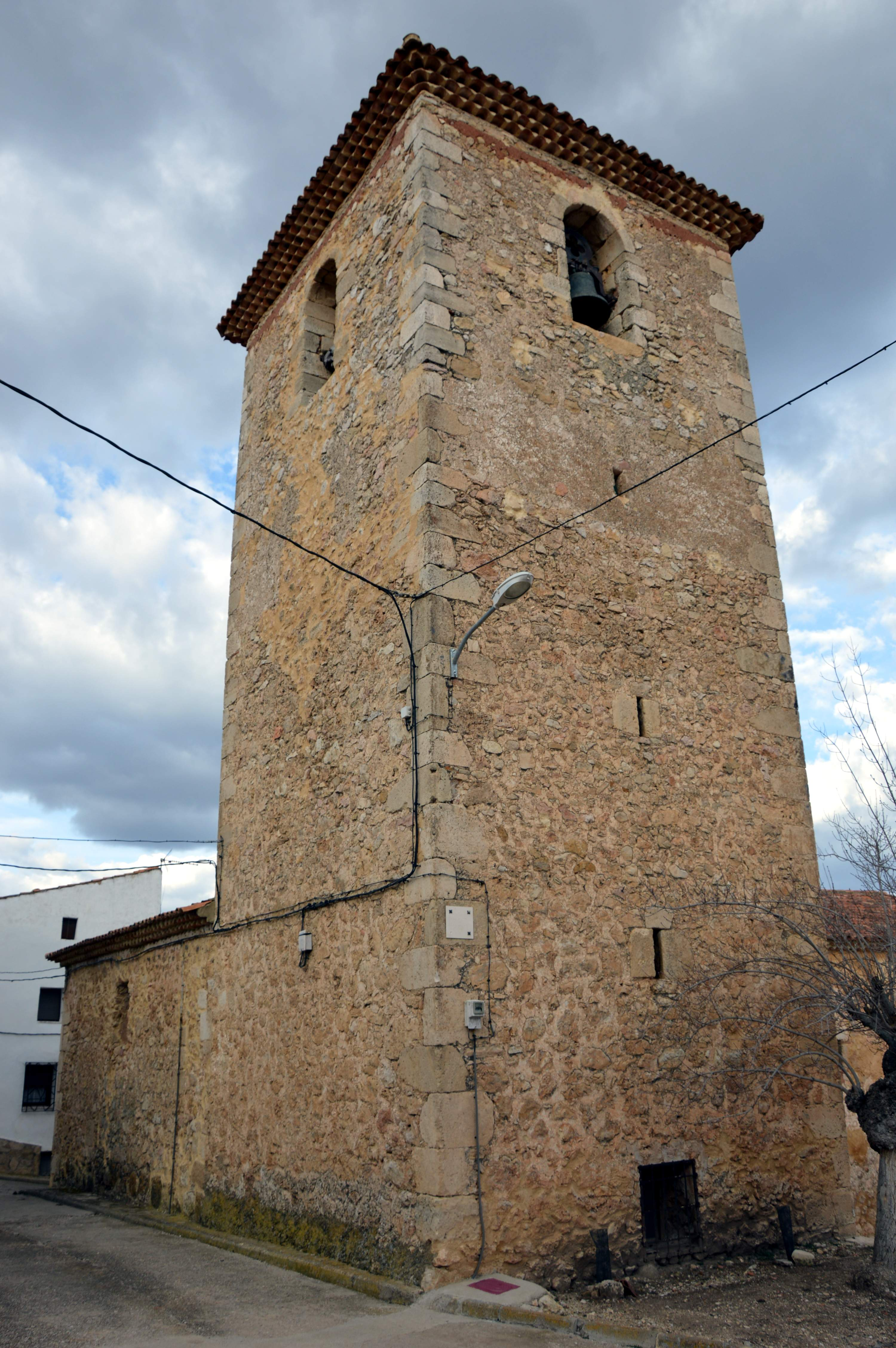
Detalle de la torre-campanario de la iglesia parroquial de Ntra. Sra. de la Asunción
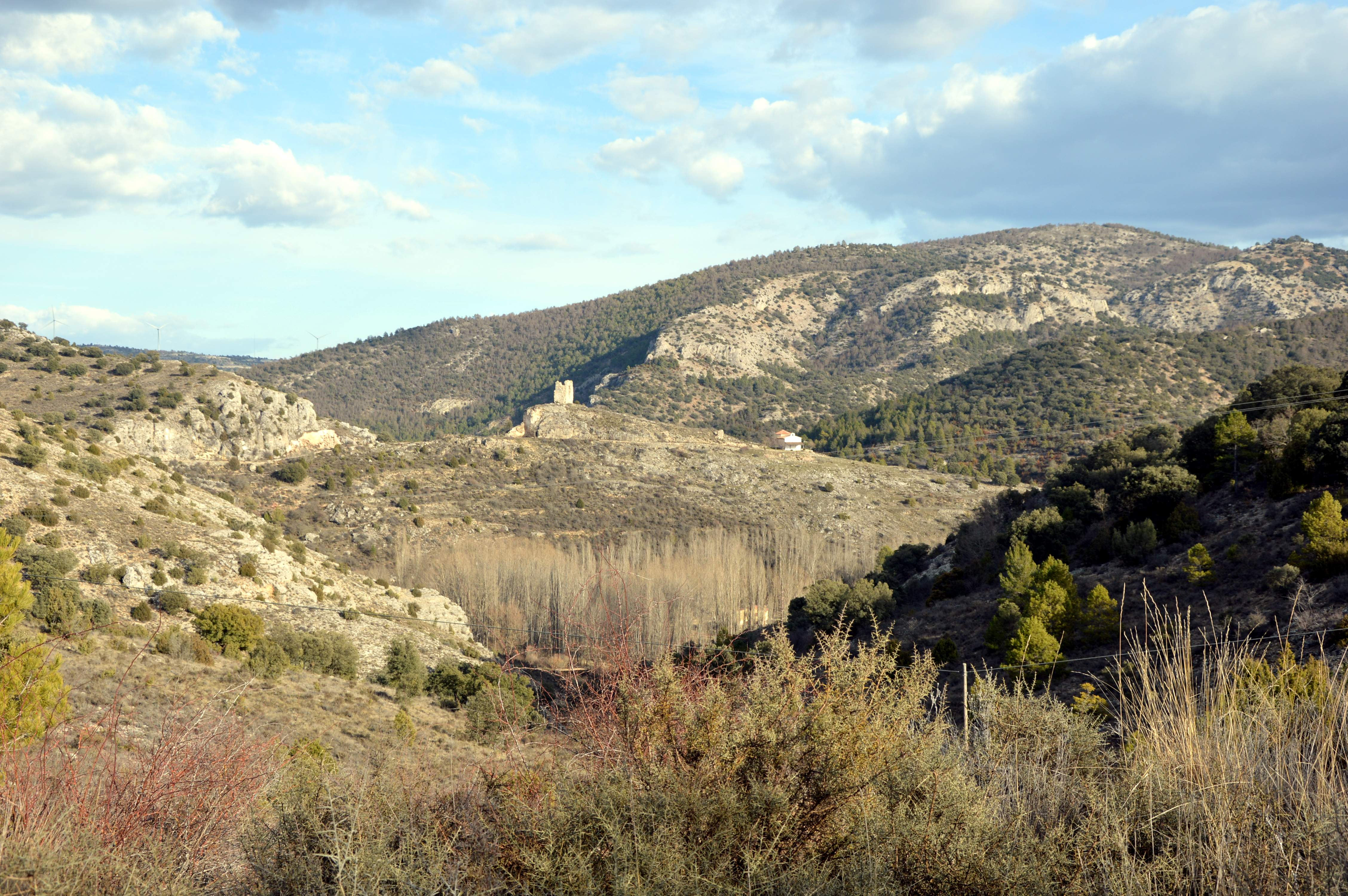
Vista general de las ruinas del castillo y ermita de Ntra. Sra. del Remedio